# Gottfried Mauersberger
Gottfried Mauersberger (* 7. Oktober 1931 in Zwickau; † 17. Mai 1994 in Berlin) war ein deutscher Ornithologe.

## Leben
Bereits als 15-Jähriger begeisterte sich Mauersberger für die Natur und schloss sich zwei Jahre später einem vogelkundlichen Arbeitskreis im Naturkundemuseum seiner Heimatstadt Zwickau an, was seine spätere Hauptrichtung vorgab. Während seines Studiums in Leipzig wirkte er in einer Gruppe aktiver Ornithologen um Heinrich Dathe und Robert Gerber mit. In den Semesterferien betätigte er sich als „Vogelwart“ auf der Fährinsel.
Nach abgeschlossenem Studium trat er 1955 als Mitarbeiter Erwin Stresemanns in die Dienste des Museums für Naturkunde in Berlin. Er war zunächst befasst mit der Erarbeitung des Atlas zur Verbreitung paläarktischer Vögel, den Stresemann zusammen mit Leonid Alexandrowitsch Portenko ins Leben gerufen hatte. 1961 trat Mauersberger als Leiter der Ornithologischen Abteilung die Nachfolge Stresemanns an. Am Museum blieb er bis zu seinem Tode beschäftigt.
Mauersberger stand der politischen Führung der DDR entschieden distanziert gegenüber, was ihm die Möglichkeit zur Aufnahme in die offizielle Führungsriege der DDR-Ornithologen, zu einem internationalen Wissenschaftsaustausch oder Reisen in den Westen verwehrte. So führten ihn seine Forschungsreisen nach Zentralasien, Nordkorea und in die Mongolei, womit er vor allem zum Wissen über die Verbreitung der dort heimischen Vogelarten beitrug. Nach der Wende reiste er schließlich auch nach Australien, Neuseeland und mehrfach nach Mittelamerika.

## Werk
1960 erschien auf 500 Druckseiten die Darstellung der Vögel in der Reihe „Urania-Tierreich“, die sich an ein breites Publikum wandte. Seine Dissertation veröffentlichte Mauersberger 1966 unter dem Titel Verhalten und taxonomische Stellung der Schwarzkopfmöwe. Ausführlich beschäftigte er sich mit der Ökologie der Vögel und war Mitherausgeber der Acta ornithoecologica. Ferner widmete er sich der Darstellung des Lebens bedeutender Ornithologen, unter denen besonders die ausführliche Arbeit über Martin Hinrich Lichtenstein herausragt.